# Ługowka (rejon rylski)
Ługowka (ros. Луговка) – wieś (ros. деревня, trb. dieriewnia) w zachodniej Rosji, w sielsowiecie niekrasowskim rejonu rylskiego w obwodzie kurskim.

## Geografia
Miejscowość położona jest w pobliżu rzeki Sejm, 6 km od centrum administracyjnego sielsowietu niekrasowskiego (Niekrasowo), 6 km od centrum administracyjnego rejonu (Rylsk), 109 km od Kurska.

## Demografia
W 2010 r. miejscowość zamieszkiwały 3 osoby.